# Peter Settelen
Peter Settelen, né le 23 septembre 1951 à Londres, est un acteur britannique qui débuta à la télévision en 1972.

## Carrière
Après avoir joué dans les séries Anne of Avonlea (1975) puis Huntingtower (1978), il tint le rôle de George Wickham dans la mini-série en cinq épisodes, Orgueil et Préjugés, première adaptation du roman de Jane Austen où le tournage en extérieurs, quoique limité, commence à être utilisé. Il tint des rôles secondaires dans diverses productions télévisées : en 1984, le rôle du mari de Belle dans une version de A Christmas Carol, en 1985 celui de Peter Ripley dans un épisode de Bulman. Il a joué en 1986 dans la série Si c'était demain (If Tomorrow comes) et en 1989 dans un épisode de la série Hercule Poirot (Énigme à Rhodes).
Au cinéma il tint le rôle du lieutenant Cole dans Un Pont trop loin de Richard Attenborough (1977).
Plus récemment, il s'est fait connaitre comme professeur d'élocution et plume de Lady Diana, ainsi que professeur de diction d'un certain nombre de personnes amenées à parler en public.

## Filmographie
- 1975 : Anne of Avonlea (Mini-série) : Charlie Sloane
- 1977 : Un pont trop loin de Richard Attenborough : Lieutenant Cole
- 1978 : Huntingtower (Mini-série) : John Heritage
- 1980 : Orgueil et Préjugés (Mini-série) : George Wickham
- 1984 : A Christmas Carol (téléfilm) : le mari de Belle
- 1985 : Bulman (série télévisée, 1 épisode) : Peter Ripley
- 1986 : Si c'était demain (Mini-série) : Roland
- 1989 : Hercule Poirot (série télévisée, épisode Énigme à Rhodes) : Douglas Gold